# Wanda Panfil
Wanda Marianna Panfil (nach Heirat Wanda Panfil-Gonzales; * 26. Januar 1959 in Opoczno) ist eine polnische Langstreckenläuferin.
1990 siegte sie beim London-Marathon und beim New-York-City-Marathon. 1991 gewann sie den Boston-Marathon in ihrer persönlichen Bestzeit von 2:24:18 h und siegte beim Marathonlauf der Weltmeisterschaften in Tokio.
Panfil holte zwölf polnische Meistertitel in den Disziplinen 3000 Meter, 5000 Meter, 20-km-Straßenlauf, Marathon und Crosslauf und stellte auf den Bahnstreckendistanzen 3000, 5000 und 10.000 Meter neun Landesrekorde auf.
1990 und 1991 wurde sie in Polen zur Sportlerin des Jahres gewählt. Außerdem gewann sie 1990 und 1991 die Auszeichnung Złote Kolce („Goldene Spikes“) 
Sie ist mit dem mexikanischen Läufer Mauricio González verheiratet.

## Bestzeiten
- 3000 m: 8:52,07 min
- 5000 m: 15:41,29 min
- 10.000 m: 31:53,83 min